# Svartgrön geléskål
Svartgrön geléskål (Claussenomyces atrovirens) är en svampart som först beskrevs av Christiaan Hendrik Persoon, och fick sitt nu gällande namn av Korf & Abawi 1971. Svartgrön geléskål ingår i släktet Claussenomyces och familjen Helotiaceae.  Arten är reproducerande i Sverige. Inga underarter finns listade i Catalogue of Life.